# Thure Svensson
Thure Oskar Svensson, född 6 juni 1901 i Västra Sallerups församling i Skåne, död 10 februari 1953 i Limhamn, var en svensk målarmästare och målare.
Efter utbildning vid Karlshamn tekniska yrkesskola studerade han konst vid Otte Skölds målarskola i Stockholm samt privat för Wilhelm Smith. Vid sidan av sitt arbete som yrkesmålare ägnade han sig åt konstnärlig verksamhet. Separat ställde han bland annat ut i Karlshamn. Hans konst består huvudsakligen av landskapsskildringar. 